# Valle Cannobina
Valle Cannobina är en kommun i provinsen Verbano Cusio Ossola i regionen Piemonte i Italien. Kommunen hade 481 invånare (2019).
Kommunen Valle Cannobina bildades den 1 januari 2019 genom en sammanslagning av de tidigare kommunerna Cavaglio-Spoccia, Cursolo-Orasso och Falmenta.